# Тревор, Эллестон
Эллестон Тревор (англ. Elleston Trevor), при рождении Тревор Дадли Смит (англ. Trevor Dudley Smith; 17 февраля 1920, Бромли, Кент, Великобритания — 21 июля 1995, Вашингтон, США) — писатель, классик шпионского романа (под псевдонимом Адам Холл).

## Жизнь и творчество
Дадли Смит работал под множеством псевдонимов: Тревор Берджесс, Мэнселл Блэк, Саймон Рэттрэй, Уорик Скотт, Сизер Смит, Адам Холл, Роджер Фицалан, Говард Норт, Лесли Стоун и Эллестон Тревор — последний в итоге стал его именем официально. Жил во Франции и Испании, а в 1973 году переехал в США и поселился в Финиксе. Был женат и имел сына.
Главный герой самого известного цикла Тревора, написанного под псевдонимом Адам Холл, — Квиллер, холостой одарённый разведчик, работающий в неназванном британском правительственном бюро и действующий, как правило, в одиночку. Рассказ в книгах данного цикла ведётся от его имени. В жанре шпионского романа Квиллер занимает золотую середину между Джеймсом Бондом и героями Джона Ле Карре. Он является отличным водителем, пилотом, ныряльщиком и знатоком языков, но никогда не носит оружия. Книги серии отличаются оригинальностью стиля: интригующие окончания глав сочетаются с глубокомысленными внутренними монологами — зачастую пронизанными жалостью к себе. Также детально изображаются приемы конспирации и профессиональные отношения разведчиков. Первый роман о Квиллере, «Меморандум Квиллера» (1965; в первом издании — «Берлинский меморандум»), получил премию Эдгара Аллана По как лучший роман. В 1966 году в США вышел одноимённый фильм с участием Джорджа Сигала и Алека Гиннесса, а в 1975 году — английский телесериал «Квиллер» с участием Майкла Джейстона.
После цикла о Квиллере самым известным произведением в творчестве Тревора является «Полет „Феникса“» (1964).
Под именем Саймона Рэттрэя были написаны детективы о Хьюго Бишопе, который, подобно Эркюлю Пуаро, ищет корни преступления в человеческой психологии. Первая книга цикла, «Зловещий рыцарь», вышла в 1951 году. Затем были выпущены ещё пять книг (последняя — в 1957 году).
Кроме того, Тревор успешно работал вне рамок детективного жанра — как, например, в повести «Мадонна с билборда» (1961), где он показал мир рекламного бизнеса (главный герой случайно становится виновником гибели женщины в автокатастрофе, и одержим мыслью увековечить её память).
Помимо цикла о Квиллере, под именем Адама Холла вышла повесть «Вулканы Сан-Доминго» о таинственной авиакатастрофе у побережья Сан-Доминго и выяснении её причин. Когда становится известно, что одного из членов экипажа видели живым, сотрудник авиакомпании Райнер начинает расследование и попадает в водоворот захватывающих событий.
Также Тревором создано более 20 детских книг и несколько пьес.